# Passage du désir
Pour l’article ayant un titre homophone, voir Passage du Désir.
 (octobre 2014).
Si vous disposez d'ouvrages ou d'articles de référence ou si vous connaissez des sites web de qualité traitant du thème abordé ici, merci de compléter l'article en donnant les références utiles à sa vérifiabilité et en les liant à la section « Notes et références ».

Passage du désir est une minisérie française réalisée par Jérôme Foulon et diffusé pour la première fois le 3 février 2012 sur France 2.
Pendant l'été 2013, Jérôme Foulon et Muriel Robin tournent une suite à ce téléfilm intitulée Passage du désir, le secret de Manta Corridor. Ce deuxième épisode est diffusé sur France 2 le 19 février 2014.

## Synopsis
(janvier 2022).
Lola Jost, ex-commissaire en retraite anticipée, et Ingrid Diesel, masseuse le jour, stripteaseuse la nuit, sont voisines. Rien ne les unit, sinon un crime sordide[Lequel ?] commis dans leur quartier. Pour retrouver le coupable, ce tandem haut en couleur, improbable et pittoresque, investit l’univers étrange d’un tueur obsessionnel.

## Fiche technique
- Réalisation : Jérôme Foulon
- Scénario : Jérôme Foulon et Jackye Fryszman d'après le roman de Dominique Sylvain
- Musique : Éric Neveux
- Pays :  France
- Production : Pachli Productions
- Durée : 2 × 88 minutes

## Distribution
- Muriel Robin : Lola (Marie-Thérèse) Jost
- Fatou N'Diaye : Ingrid Diesel
- Christian Hecq : Le commissaire Grousset
- Olivier Loustau : Maxime Duchamp
- Sabrina Ouazani : Khadi Younis
- Quentin Baillot : Lieutenant Jérôme Barthélémy
- Alain Fromager : Rodolphe Kantor
- Marie-Armelle Deguy : Renée Kantor
- Pascal Ternisien : Antoine Léger
- Sarah Capony : Chloé Kardel
- Moïse Santamaria : Farid Younis
- Victor Pontecorvo : Jean-Luc Cachard dit Goliath
- Gauthier de Fauconval : Patrick Kantor
- Lou Dante : Badou le clochard
- Christophe Kourotchkine : Monsieur Stella
- Patrick Paroux : Le peintre
- Sabine Pakora : Aduna la coiffeuse
- Jennifer Bordi : Vanessa Ringer
- Alexandre Cornita : Constantin
- Mehdi Beddouche : Ivan Davidoff dit David
- Arnaud Duléry : L'homme en colère
- Victoria Trandafir : La femme qui fredonne
- Julie Coyne : La strip-teaseuse burlesque
- Clémence Baillot d'Estivaux : La doublure violoncelliste
- Paul Cornita : Le joueur d'accordéon
- Fordha Ngoma : Le saxophoniste
- Arsène Mosca : le patron du Fuego (épisode 2)
- Guilaine Londez (épisode 2)

## Épisodes
- Passage du Désir - 3 février 2012 - 88 min
- Le secret de Manta Corridor - 19 février 2014 - 88 min